# 奥山高原
奥山高原（おくやまこうげん）は静岡県浜松市浜名区引佐町奥山にある高原。また、同所に1972年（昭和47年）に開設されたレジャー施設（2009年以降は観光植物園）の名称。後者は「花の奥山高原」の名でも知られる。

## 地理
臨済宗方広寺派大本山方広寺がある。この方広寺に隣接して約1,000本のソメイヨシノがあり桜の名所として知られる奥山公園がある。奥山高原を登りつめると奥浜名自然遊歩道奥山コース入口があり、その稜線を徒歩で50分ほど登ると富幕山（三角点の名称は富巻山）の山頂に出る。

## 施設
奥山高原は1972年（昭和47年）に浜松市に開設されたレジャー施設で、2000年（平成12年）に奥浜名湖レジャーランドが運営を引き継いだ。チャイルドコースターや観覧車、ゴーカートなどがあったが、2009年に遊具の運転を終了し、同年に観光植物園に転換した。
園内には金原明善が台湾から取り寄せた岩を配置した流水庭園などが設置された。
来園者数の減少や設備の老朽化により2024年（令和6年）8月末で閉鎖されることになった。